# Panthera
För andra betydelser, se Pantera (olika betydelser).
Panthera är ett släkte av underfamiljen Pantherinae i familjen kattdjur (Felidae) innehållande "de fem stora katterna", tiger, lejon, leopard, jaguar och snöleopard. Andra större kattdjur - som gepard eller trädleopard  - förs till andra släkten eller underfamiljer. Utdöda arter i släktet inkluderar grottlejon (ansedd som en avlägsen släkting till det nutida lejonet, Panthera leo spelaea) och amerikanskt lejon (Panthera atrox). 
Enligt nyare molekylärgenetiska undersökningar ingår även snöleoparden i släktet. Den listades en längre tid i ett eget släkte, Uncia.

## Beskrivning
Arterna i släktet Panthera tillhör de största nu levande kattdjuren. Fyra arter kan ryta, men inte snöleoparden. I motsats till de andra kattdjuren, som har ett tungben av benämne, har medlemmarna i Panthera ett elastiskt tungben. Tidigare antogs att arterna ryter just på grund av detta kännetecken men nyare undersökningar visade att det snarare beror på struphuvudets konstruktion. Lejon, tiger, leopard och jaguar har särskilt långa stämläppar och andra särdrag i adamsäpplen som andra kattdjur saknar.

## Utvecklingshistoria
Vissa zoologer räknar arten Viretailurus schaubi som släktets anfader och andra biologer betraktar djuret som pumasläktets ursprung. Fynd av detta leopardliknande djur är omkring två miljoner år gamla och blev upptäckt i dalgången av den franska floden Rhône. Trots allt förmodas släktets ursprung i Asien. Morfologiska och genetiska studier visade att tigern skilde sig först från den andra linjen. För cirka 1,9 miljoner år sedan delade sig den andra linjen i jaguar och lejonets respektive leopardens anfader. De sistnämnda arterna är skilda sedan 1,25 till 1 miljoner år. Ursprungligen betraktades snöleoparden som djur vid släktets bas men enligt nyare molekylärgenetiska undersökningar kan den vara leopardens systertaxon. Ett utdött kattdjur, Panthera gombaszogensis, var troligen nära släkt med jaguaren. De äldsta kända fossilen av denna art är cirka 1,6 miljoner år gamla och hittades vid byn Olivola i norra Italien.